# Гелі Раубаль
Ангела Марія «Гелі» Раубаль (нім. Angela Maria „Geli“ Raubal; 4 червня 1908, Лінц, Австро-Угорщина — 18 вересня 1931, Мюнхен, Веймарська республіка) — племінниця Адольфа Гітлера. З 1925-го року і до свого самогубства в 1931 році Раубаль жила в тісному контакті зі своїм дядьком.

## Біографія
Гелі Раубаль народилася в місті Лінц, де вона жила разом зі своїм братом Лео та сестрою Ельфрідою. Її батько помер у віці 31 року, коли Гелі було 2 роки.
Вона та Ельфріда супроводжували свою матір коли та стала економкою Гітлера у 1925 році; Гелі в той час було 17 і наступні 6 років вона провела в тісному контакті з її зведеним дядьком, який був на 19 років старший за неї. Її мати отримала посаду економки в резиденції Гітлера «Берггоф» у 1928 році. Раубаль переїхала до мюнхенської квартири Гітлера у 1929 році, коли вона була зарахована на навчання до Мю́нхенського університе́ту Лю́двіга—Максиміліа́на. Вона не закінчила свої медичні дослідження.
Коли Гітлер дізнався про її стосунки з його особистим шофером Емілем Морісом, то був змушений звільнити його зі служби. Після цього він не дозволяв їй вільно спілкуватися з друзями і постійно, якщо не Гітлер, то його помічники супроводжували Гелі в магазин, оперу чи кіно.

## Смерть
Після сварки з Гітлером вона застрелилася з його пістолета. За офіційною версією, Г. Раубаль покінчила життя самогубством в квартирі Гітлера в Мюнхені 18 вересня 1931 року. Обставини і мотиви самогубства досі невідомі. За іншою версією, Гелі Раубаль була вбита політичними противниками Гітлера.